# フルライン戦略
フルライン戦略（フルラインせんりゃく）とは経営学用語の一つで、メーカーが生産ラインを特定の製品に絞り込まずに、幅広い製品を製造して市場全体をターゲットにするという戦略。
例えば自動車メーカーならば低価格小型車から高級セダンまでのほとんど全ての車種を製造して、あらゆる顧客のニーズに応えるという戦略である。
フルライン戦略を行えば関連性の高い複数の製品の研究や製造や販売を同時に行う事で相乗効果が期待できる。また細かなニーズにまで応えられるために顧客を競合他社に取られる事を防ぐということも期待できる。フルライン戦略を行うには大量の経営資源が必要となるために、これを実行できる企業は限られている。